# Liên đoàn bóng đá Amapá
Liên đoàn bóng đá Amapá (tiếng Bồ Đào Nha: Federação Amapaense de Futebol), được thành lập ngày 26 tháng 6 năm 1945, là một cơ quan điều hành bóng đá tại bang Amapá, Brasil và là đại diện cho các câu lạc bộ bóng đá bang Amapá tại Liên đoàn bóng đá Brasil (CBF). Các giải đấu được liên đoàn tổ chức bao gồm Campeonato Amapaense và các giải hạng dưới.

biểu tượng cũ